# Valler Bach
Der Valler Bach, auch Valser Bach, ist ein von rechts in die Rienz mündender Bach im Südtiroler Anteil der Zillertaler Alpen.

## Verlauf
Der Valler Bach entspringt nordöstlich unterhalb der Wilden Kreuzspitze (3135 m) und durchfließt anschließend das grob in Nord-Süd-Richtung verlaufende Valler Tal, wobei ihm von rechts wie von links zahlreiche Seitenbäche zulaufen. Ein schluchtartiger Abschnitt, die als Naturdenkmal ausgewiesene Schramme, markiert das Ende seines Oberlaufs. Die Ortschaft Vals umfließt er westlich. Nach rund 18 km mündet der Valler Bach bei der Ortschaft Mühlbach am Übergang vom Pustertal zum Eisacktal auf einer Höhe von 700 m in die Rienz.

## Nutzung
Das Wasser des Valler Bachs wird für mehrere kleine Kraftwerke, zu Bewässerungszwecken und für die Kunstschneeerzeugung genutzt.